# Anoteropsis forsteri
Anoteropsis forsteri Vink, 2002 è un ragno appartenente alla famiglia Lycosidae.

## Etimologia
Il nome proprio della specie è in onore dell'aracnologo neozelandese Raymond Robert Forster (1922-2000), mentore del descrittore.

## Caratteristiche
Si distingue dalle altre specie del genere per il colore del dorso che vira dal giallo al giallo-arancio con macchie nere; per la forma dell'apofisi mediana del bulbo maschile e quella degli scleriti esterni dell'epigino. per colorazione è simile a A. insularis e A. litoralis, ma ne differisce per l'apofisi mediana più lunga dopo la curvatura. Nelle femmine il setto mediano dell'epigino è più spesso di quello di A. insularis e il labbro posteriore dell'epigino è più sottile di quello di A. litoralis.
L'olotipo maschile rinvenuto ha lunghezza totale è di 5,50mm; la lunghezza del cefalotorace è di 3,10mm; e la larghezza è di 0,80mm.

## Distribuzione
La specie è stata reperita nella Nuova Zelanda meridionale: l'olotipo maschile è stato rinvenuto sulle dune sabbiose di Oreti Beach, nella regione di Southland.

## Tassonomia
Al 2016 non sono note sottospecie e dal 2002 non sono stati esaminati nuovi esemplari.